# Claude Pelet
Pour les articles homonymes, voir Pelet.
Claude Pelet, né le 16 février 1965 à Lunel, est un dessinateur de bande dessinée.

## Biographie
Claude Pelet entre à l’école des beaux-arts de Nîmes en 1982. Il en sort deux ans plus tard. Il travaille dans un premier temps dans la communication, la publicité, l'animation et le web avant de se lancer dans la bande dessinée en réalisant en 2004, deux albums régionaux intitulés Le Gard dans l'Histoire et L'Aude dans l'Histoire (éditions Aldacom).

## Publications
- 2005 Le Gard dans l'histoire, Claude Ribot (scénario), Claude Pelet (dessin), Sebastien Dion (couleurs), Aldacom,  (ISBN 2-9520911-1-0)
- 2006 L'Aude dans l'histoire, Gauthier Langlois et Dominique Baudreu (scénario), Claude Pelet (dessin et couleurs), Aldacom,  (ISBN 2-9520911-2-9)
- 2011 Sasmira, tome 2 : La fausse note, Laurent Vicomte (scénario), Laurent Vicomte et Claude Pelet (dessin), Patricia Faucon (couleurs), Glénat,  (ISBN 978-2-7234-6573-1)[3],[4],[5]
- 2012 Le destin des Algo-Bérang, tome 1 : Les infiltrés, Jean-Blaise Djian (scénario), Claude Pelet (dessin), Glénat,  (ISBN 978-2-7234-6812-1)[6]
- 2012 Balade au bout du monde, Épilogue, Pierre Makyo (scénario), Claude Pelet (dessin), Michel Faure (dessin), Laval Ng (dessin), Eric Hérenguel (dessin), Glénat,  (ISBN 978-2-7234-7738-3)[7],[8]
- 2017 : Les pierres sacrées d’Ellijahrhemkathum, T1 L’éveil (scénario - Dessin - Couleur) Claude Pelet, Éditions Atelier utopique[9]
- 2020 : Les pierres sacrées d’Ellijahrhemkathum, T2 Le choix (scénario - Dessin - Couleur) Claude Pelet, Éditions Atelier utopique[10]
- 2020 : Narbonne en BD (Dessin) Claude Pelet, Éditions Petit à petit[11]
- 2020 : Montpellier en BD (Dessin) Claude Pelet, Éditions Petit à petit[11],[12]

## Filmographie
- Laurent Vicomte, Entretemps, d'Avril Tembouret (Kanari Films, 2012)[13]